# Инферно (фильм, 1980)
Инферно (итал. Inferno), известен также под названиями «Ад» и «Преисподняя» — итальянский фильм ужасов 1980 года режиссёра Дарио Ардженто. Премьера фильма состоялась 7 февраля 1980 года.
Фильм является второй частью трилогии о Трёх матерях, первым фильмом является «Суспирия» 1977 года. Заключительная часть, названная «Мать слёз», была выпущена в 2007 году. Все три фильма частично основаны на концепции «Ливана и Богоматери Скорбящие» (Mater Lachrymarum, Mater Suspiriorum, and Mater Tenebrarum) из романа Томаса де Куинси «Suspiria de Profundis» (1845).
В отличие от «Суспирии» «Инферно» получил очень ограниченный театральный прокат, и его кассовые сборы оказались намного меньше, чем у предшественника. Первоначальные отзывы критиков о фильме были большей частью отрицательными, однако с годами его репутация заметно выросла. Английский писатель и кинокритик Ким Ньюман назвал его «возможно, самым недооценённым фильмом ужасов 1980-х» В 2005 году журнал Total Film внёс «Инферно» в свой список «50 величайших хоррор-фильмов всех времён».

## Сюжет
Роуз Элиот (Ирен Миракл) — молодая поэтесса, живущая одна в Нью-Йорке, покупает у владельца антикварного магазина Казаняна (Саша Питоев) старинную книгу «Три Матери». Книга повествует о жизни трёх злых сестёр-ведьм, которые управляют миром с помощью скорби, слёз и тьмы. Автором книги является архитектор Варелли, который построил для каждой из них дома: во Фрайбурге — для Матери Вздохов (Mater Suspiriorum), в Риме — для Матери Слёз (Mater Lachrymarum) и в Нью-Йорке — для Матери Тьмы (Mater Tenebrarum). Роуз узнаёт, что живёт как раз в одном из этих домов, и пишет своему брату Марку (Ли Макклоски), студенту музыкального университета в Риме, с просьбой приехать к ней. Используя книгу в качестве проводника, Роуз спускается в подвал здания, с дырой в полу, ведущей в затопленную водой комнату. Там Роуз случайно роняет связку ключей в воду и спускается за ней в эту дыру. В затопленной комнате она видит картину с надписью «Mater Tenebrarum». Подняв ключи и собравшись выплывать на поверхность, она неожиданно сталкивается с прогнившим трупом. В спешке выбравшись из дыры обратно в подвал, она убегает, забыв в подвале туфли. В это время происходит небольшое землетрясение, и тёмная фигура наблюдает побег девушки.
В Риме во время урока музыки Марк пытается прочесть письмо сестры. Однако, почувствовав на себе пристальный взгляд красивой незнакомки (Аня Пьерони), он не в состоянии этого сделать. После окончания занятия незнакомка быстро покинула аудиторию, Марк пошёл за ней, забыв взять письмо. Письмо подобрала его подруга Сара (Элеонора Джорджи) и прочла его. Заинтересованная содержанием письма, она ловит такси до Библиотеки Анжелики и отыскивает там копию «Трёх Матерей». После закрытия библиотеки она ворует книгу и пытается уйти через запасной выход, где натыкается на страшную фигуру, узнавшую книгу и напавшую на девушку. Она отбрасывает книгу и убегает. В лифте своего дома она встречает Карло (Габриэль Лавиа), живущего этажом ниже, и просит его не оставлять её одну. Карло соглашается, и они вместе идут в квартиру Сары. Та звонит Марку с просьбой быстрее приехать. Неожиданно в квартире выключается свет. Решив, что дело в пробках, Карло уходит проверить щиток, где вместе с Сарой становится жертвой убийцы в перчатках. Марк находит два трупа и два кусочка письма Роуз. После прибытия полиции он выходит на улицу и видит медленно проезжающее такси, на заднем сидении которого сидит та самая незнакомка с урока музыки (возможно, она и есть Мать Слёз).
Марк звонит Роуз, но из-за плохой связи почти ничего не слышит. Он обещает приехать к ней в Нью-Йорк — и связь обрывается. В это время Роуз видит две тени, пытающиеся войти в её квартиру. Она выбирается через заднюю дверь, ручка которой ломается, обломком раня Роуз. Девушка спускается по запасной лестнице в заброшенную комнату, где её хватают когтистые руки и жестоко убивают.
По приезде в Нью-Йорк Марк замечает на доме Роуз мемориальную табличку с текстом о том, что в этом доме в 1924 году проживал мистик Георгий Гурджиев. В доме он знакомится со смотрительницей здания Кэрол (Алида Валли) и с медсестрой (Вероника Лазар), ухаживающей за старым немым профессором Арнольдом (Фёдор Шаляпин-младший), который передвигается исключительно на кресле-каталке. Позже Марк знакомится с графиней Элизой (Дария Николоди), с которой Роуз делилась своими открытиями. Та рассказывает Марку всё, что знает, и обращает его внимание на систему труб дома, через которую можно переговариваться, находясь в разных частях здания. Элиза замечает капли крови на ковре около квартиры Роуз и сообщает об этом Марку. Он идёт по кровавым следам и спускается по запасной лестнице в заброшенную комнату. Там он заглядывает в вентиляцию — и ему резко становится плохо, он теряет сознание. Элиза спускается было за ним, но видит в окно, как Марка оттаскивает тёмная фигура. Элиза в ужасе пытается уйти с запасной лестницы, но замки на каждом этаже, кроме чердака, закрываются. Она поднимается на чердак, где на неё набрасываются кошки. Затем таинственная фигура убивает полуживую Элизу. Марк, хватаясь за сердце, доходит до фойе и падает. Его находят Кэрол и медсестра, которые дают ему лекарства и относят на диван в квартире Роуз.
На следующий день Марк встречает Казаняна и спрашивает его о Роуз. Казанян не говорит ничего по существу, только предупреждает, что ночью будет полное лунное затмение. У себя в лавке Казанян отлавливает несколько кошек, принадлежащих Кэрол, и засовывает их в мешок. Той же ночью он отправляется топить их в небольшом пруду Центрального парка. После того, как ему это удаётся, он сам случайно падает в воду. В это время из ближайшей канализационной трубы на него набрасываются десятки крыс и начинают грызть его плоть. Крики Казаняна слышит продавец хот-догов, чей фургон находится неподалёку, он хватает большой разделочный нож и бежит на крики. В это время происходит полное затмение, и, находясь под властью тьмы, он убивает Казаняна.
Кэрол и лакей Элизы Джон (Леопольдо Мастеллони) находят драгоценности Элизы и решают украсть их, сообщив графу, что его жена внезапно сбежала. Джон отправляется в комнату графа, но там его хватает когтистая рука. Кэрол слышит звук разбитого стекла и поднимается за Джоном в апартаменты. Так как электричество в квартире не работает, она зажигает свечу и идёт на поиски Джона. Видя его обезображенный труп, Кэрол в страхе отбрасывает свечу, из-за чего загораются портьеры. Пытаясь потушить пожар, она срывает горящие портьеры, в которых запутывается и падает в окно.
Тем временем Марк обнаруживает в полу комнаты Роуз пустое пространство. Он вскрывает паркет и проникает в секретный проход, который выводит его на тайную лестницу, ведущую в квартиру профессора Арнольда. Старик замечает его и с помощью механического генератора голоса говорит, что он и есть Варелли. На вопрос, что случилось с Роуз, Варелли подзывает Марка якобы для того, чтобы сказать это ему на ухо, и пытается убить его с помощью шприца. Марк отталкивает старика, и тот запутывается шеей в проводах своего аппарата. Марк освобождает его, но старик умирает. Марк замечает тень, следящую за ним, и начинает преследование в уже почти полностью объятом пламенем доме. Преследование приводит его в старую комнату, заставленную подсвечниками, в которой сидит медсестра. Медсестра заявляет, что она и есть Мать Тьмы. Она растворяется в воздухе, оставшись лишь отражением в зеркале. Выйдя из зеркала, она превращается в Смерть. Марк бежит прочь из обваливающегося здания и выбегает на улицу к недавно подъехавшему пожарному расчёту.

## В ролях
| - Ирен Миракл — Роуз Элиот - Ли Макклоски — Марк Элиот - Элеонора Джорджи — Сара - Дария Николоди — Элиза Сталлоне ван Адлер - Саша Питоефф — Казанян - Алида Валли — Кэрол - Вероника Лазар — медсестра - Фёдор Шаляпин-младший — профессор Арнольд/Варелли - Габриэль Лавиа — Карло | - Леопольдо Мастеллони — Джон, лакей - Аня Пьерони — студентка - Джеймс Флитвуд — продавец хот-догов - Райан Хиллиард — тень - Паоло Паолони — учитель музыки - Фульвио Мингоцци — таксист - Луиджи Лодоли — библиотекарь - Родольфо Лоди — старик |

## Съёмки фильма
- Фильм снимали в Нью-Йорке и в Риме.
- По сюжету дом в Нью-Йорке, где происходят события фильма, находится на Манхэттене, в районе Центрального парка. В реальности этого дома не существует, внешний вид дома, а также виды небоскрёбов на заднем плане снимали на картонных макетах.
- Внешний вид философской библиотеки, куда приехала на такси Сара — Квартал Коппеде в Риме (площадь Минчо).
- Интерьеры дома, где жила Роуз Элиот, снимали в павильонах киностудии в Риме.
- Сцену убийства Казаняна снимали в Центральном парке в Нью-Йорке, летом 1979 года.

## Факты
- Спецэффекты к фильму создал Марио Бава. После завершения съёмок фильма Бава скончался.
- На роль Марка первоначально приглашался Джеймс Вудс, но актёр ответил отказом.
- Съёмки фильма проходили в период с 21 мая по 27 сентября 1979 года.
- Фильм снят по роману Томаса де Куинси «Suspiria de Profundis».
- На доме в Нью-Йорке, где происходили события фильма, висит мемориальная доска со следующим текстом: «G. GURDJIEFF 1877—1949 RESIDED HERE DURING THE YEAR 1924». В переводе на русский: «Г. Гурджиев 1877—1949 проживал в этом доме в 1924 году».
- В фильме звучит «Песня изгнанников» из оперы Джузеппе Верди «Набукко». Данная мелодия подчёркивает зловещую атмосферу фильма.